# Carl Drewo
Carl Otto Drewo, auch Karl Drewo, (* 17. Mai 1929 in Wien; † 10. Mai 1995 in Wels) war ein führender österreichischer Jazz-Saxophonist (Tenor, Alt) des Mainstream Jazz und Bebop.

## Leben und Wirken
Drewo studierte zuerst ab 1943 Klavier und nahm ab 1947 Saxophonunterricht bei Charly Gaudriot (sein Vorbild war Lester Young). Danach arbeitete er in alliierten Soldatenclubs und machte 1947 mit Paul Reischmann's Beschwingte Neun erste Aufnahmen („B 9 Boogie“). Er spielte in den 1950er Jahren u. a. mit Fatty George in dessen (dem modernen Jazz verpflichteten) Combo „Two Sounds Band“ (1953 und 1956–1958, mit Oscar Klein und Joe Zawinul), in der Bigband von Johannes Fehring, mit Friedrich Gulda, im Tanzorchester Horst Winter und (u. a. mit Joe Zawinul, Hans Salomon, Attila Zoller, Rudolf Hansen, Rudi Wilfer, Viktor Plasil) 1954 bis 1957 in den Austrian All Stars, die aus Jam-Sessions führender Musiker des Modern Jazz in Österreich entstanden und auch im amerikanischen Down Beat Aufmerksamkeit fanden.
Von 1958 bis 1971 war Drewo in Köln Mitglied und einer der herausragenden Solisten im Orchester von Kurt Edelhagen. 1959 gehörte er zu den Mitbegründern der späteren Kenny Clarke/Francy Boland Big Band. Gelegentlich arbeitete er auch für die Big Bands von Paul Kuhn und Max Greger und spielte mit eigenen Gruppen. 1973 trat Drewo in die neu gegründete ORF-Big Band unter Fehring und Erich Kleinschuster (u. a. mit Art Farmer) ein, 1981 in die Big Band von Peter Herbolzheimer. Drewo wirkte bei zahlreichen europäischen Jazzfestivals mit, tourte durch Europa, die Sowjetunion, Nordafrika sowie durch den Nahen Osten. Unter eigenem Namen nahm er für Mastersound, Metronome und Intersound auf. Im Bereich des Jazz war er laut Tom Lord zwischen 1947 und 1994 an 107 Aufnahmesessions beteiligt, u. a. auch mit Hans Koller, Bill Ramsey, Roland Kovac und Jonny Teupen.
Seit 1979 war er Professor an der Hochschule für Musik in Graz.
Zu seinen Ehren finden in St. Gilgen am Wolfgangsee seit 2000 die Carl Drewo Jazztage statt.

## Diskographie (Auswahl)
- „Clap Hands Here Comes Charly – Karl Drewo Meets Francy Boland“, Rearward 2000 (zuerst 1961 bei Metronome)
- „My Foolish Heart“, Jive Music
- „Joe Zawinul and the Austrian All Stars 1954-1957“